# 蓝台尔
蓝台尔 (David Landale，1868年8月6日—1935年9月6日) 是怡和洋行的第13任大班，曾任上海公共租界工部局總董、香港行政局及香港立法局议员。

## 生平
蓝台尔是怡和洋行创始人威廉·渣甸的远亲。蓝台尔曾就讀於爱丁堡的费蒂斯公学。

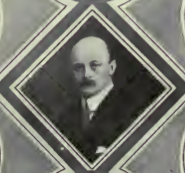
怡和洋行大班蓝台尔

1907年，蓝台尔移居远东，之後出任怡和洋行的常务董事兼上海公共租界工部局總董。他还是香港上海滙豐銀行公司的董事。1920年，蓝台尔辞职。
1913年出任香港立法局非官守议员，1916年出任香港行政局成员。1915年出任香港總商會會長。

## 婚姻
1902年，他与米尔德里德·索菲亚（Mildred Sophia）结婚。他们育有两子和两女。他的儿子D·F·蘭杜日後也出任怡和洋行的董事长兼总经理。他是奥运冠军马修·平森特的外曾祖父。

## 去世
1935年9月6日，蓝台尔在英国伦敦去世。 

## 蘭杜街

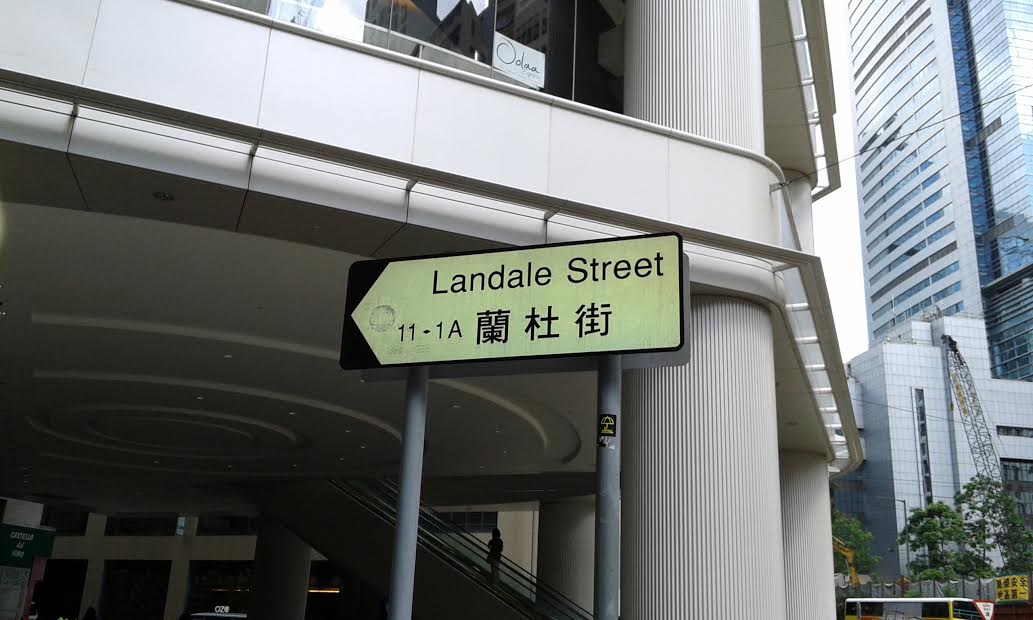
香港蘭杜街

位於香港島灣仔的蘭杜街就是以蓝台尔的名字命名。